# Karangwangi (Cidaun)
Karangwangi is een bestuurslaag in het regentschap Cianjur van de provincie West-Java, Indonesië. Karangwangi telt 5730 inwoners (volkstelling 2010).